# Oxna
Oxna est une île des Shetland.